# World tour
World tour is een livealbum van Joe Zawinul en The Zawinul Syndicate. Het bevat opnamen van drie concerten die beide gaven in Berlijn (17 en 18 mei 1997) en Trier (13 november 1997). De band hield het gehele jaar een wereldtournee door voornamelijk Europa, maar met uitstapjes naar Senegal, Japan en India. Het album kreeg in 1999 een nominatie voor de Grammy Award in de categorie Best Contemporary Jazz Album, maar Imaginary day van Pat Metheny won.

## Musici
- Joe Zawinul – toetsinstrumenten, vocoder, en synthbas
- Gary Poulson - gitaar
- Victor Bailey – basgitaar
- Manolo Badrena – percussie, stem
- Paco Sery – drumstel, stem

Met
- Richard Bona – basgitaar en stem op N'awlins, Indiscretions en Caribbean anecdotes
- Frank Hoffmann – spreekstem op Success (studio-opname)
- Papa Abdou Seck – stem op Bimoya

## Muziek
| Nr. | Titel                                                               | Duur  |
| --- | ------------------------------------------------------------------- | ----- |
| 1.  | Patriots (Tuchfabrik, Trier, 13 november 1997)                      | 10:59 |
| 2.  | Sunday morning/Sunday evening (Tuchfabrik, Trier, 13 november 1997) | 4:34  |
| 3.  | Indiscretions (Quasimodo, Berlijn, 17 mei 1997)                     | 12:09 |
| 4.  | Asi Trabajamos (Quasimodo, Berlijn, 18 mei 1997)                    | 2:00  |
| 5.  | Bimoya (Tuchfabrik, Trier, 13 november 1997)                        | 10:11 |
| 6.  | Zansa II (Tuchfabrik, Trier, 13 november 1997)                      | 8:11  |
| 7.  | Bona fortuna (Quasimodo, Berlijn, 18 mei 1997)                      | 1:02  |
| 8.  | N'awlins (Quasimodo, Berlijn, 18 mei 1997)                          | 9:13  |

| Nr. | Titel                                                        | Duur  |
| --- | ------------------------------------------------------------ | ----- |
| 1.  | Lost tribes (Tuchfabrik, Trier, 13 november 1997)            | 6:38  |
| 2.  | Three postcards (Quasimodo, Berlijn, 18 mei 1997)            | 6:29  |
| 3.  | Slivovitz trail (Quasimodo, Berlijn, 18 mei 1997)            | 10:35 |
| 4.  | When there was royalty (studio-opname Music Room, Manhattan) | 6:02  |
| 5.  | Success                                                      | 3:15  |
| 6.  | Two lines (Tuchfabrik, Trier, 13 november 1997)              | 7;19  |
| 7.  | Caribbean anecdotes (Quasimodo, Berlijn, 18 mei 1997)        | 1:52  |
| 8.  | Carnavalito (Quasimodo, Berlijn, 18 mei 1997)                | 2:41  |